# Élection gouvernorale de 2020 au Missouri
L' élection gouvernorale de 2020 au Missouri a lieu le 3 novembre 2020 afin d'élire le gouverneur de l'État américain du Missouri.
Le gouverneur sortant républicain Mike Parson est réélu avec 57 % des voix.

## Contexte
Le gouverneur sortant républicain, Mike Parson, a été élu en 2016 comme lieutenant-gouverneur et a succédé comme gouverneur à Eric Greitens, démissionnaire, le 1er juin 2018. Il se représente et est opposé à la démocrate Nicole Galloway, auditeure de l'État depuis 2015.

## Système électoral
Le gouverneur du Missouri est élu pour un mandat de quatre ans au scrutin uninominal majoritaire à un tour.

## Primaire républicaine

### Candidats
- Saundra McDowell, ancienne combattante
- Jim Neely, représentant du Missouri
- Mike Parson, gouverneur sortant
- Raleigh Ritter, homme d'affaires

### Résultats
| Candidat | Candidat         | Voix    | %     |  |
| -------- | ---------------- | ------- | ----- |  |
|          | Mike Parson      | 511 566 | 74,93 |  |
|          | Saundra McDowell | 84 412  | 12,36 |  |
|          | Jim Neely        | 59 514  | 8,72  |  |
|          | Raleigh Ritter   | 27 264  | 3,99  |  |
|          |                  |         |       |  |
| Total    | Total            | 682 756 | 100   |  |

## Primaire démocrate

### Candidats
- Nicole Galloway, auditeure du Missouri
- Antoin Johnson
- Jimmie Matthews
- Eric Morrison
- Robin Quaethem

### Résultats
| Candidat | Candidat        | Voix    | %     |  |
| -------- | --------------- | ------- | ----- |  |
|          | Nicole Galloway | 455 203 | 84,62 |  |
|          | Eric Morrison   | 32 403  | 6,02  |  |
|          | Jimmie Matthews | 20 586  | 3,83  |  |
|          | Antoin Johnson  | 20 254  | 3,77  |  |
|          | Robin Quaethem  | 9 481   | 1,76  |  |
|          |                 |         |       |  |
| Total    | Total           | 537 927 | 100   |  |

## Autres partis et candidats
- Rik Combs, ancien combattant (Parti libertarien)
- Jerome Bauer (Parti vert)

## Sondages
| Institut                    | Date       | Échantillon | Parson (R) | Galloway (D) | Autres/Indécis |
| --------------------------- | ---------- | ----------- | ---------- | ------------ | -------------- |
| Institut                    | Date       | Échantillon |            |              | Autres/Indécis |
| Remington/Missouri Scout    | 29/10/2020 | 1010        | 50 %       | 44 %         | 6 %            |
| Cygnal                      | 20/10/2020 | 600         | 48 %       | 42 %         | 10 %           |
| Remington/Missouri Scout    | 15/10/2020 | 1010        | 51 %       | 43 %         | 6 %            |
| YouGov                      | 07/10/2020 | 931         | 50 %       | 44 %         | 6 %            |
| Garin-Hart-Yang Research    | 02/10/2020 | 600         | 50 %       | 48 %         | 2 %            |
| Remington/Missouri Scout    | 01/10/2020 | 943         | 51 %       | 44 %         | 5 %            |
| Remington/Missouri Scout    | 17/09/2020 | 1046        | 52 %       | 43 %         | 5 %            |
| We Ask America              | 03/09/2020 | 500         | 54 %       | 41 %         | 5 %            |
| Trafalgar Group             | 28/08/2030 | 1015        | 51 %       | 36 %         | 13 %           |
| Remington/Missouri Scout    | 13/08/2020 | 1152        | 50 %       | 43 %         | 7 %            |
| Saint Louis University      | 01/07/2024 | 900         | 41 %       | 39 %         | 20 %           |
| Garin-Hart-Yang Research    | 22/06/2020 | 800         | 47 %       | 40 %         | 13 %           |
| Remington/Missouri Scout    | 11/06/2020 | 1152        | 50 %       | 41 %         | 9 %            |
| We Ask America              | 27/05/2020 | 500         | 47 %       | 39 %         | 14 %           |
| Remington/Missouri Scout    | 29/04/2020 | 1356        | 52 %       | 39 %         | 9 %            |
| Remington/Missouri Scout    | 12/03/2020 | 1241        | 52 %       | 39 %         | 9 %            |
| American Viewpoint          | 22/01/2020 | 1200        | 54 %       | 36 %         | 10 %           |
| Human Agency/Missouri Scout | 24/12/2020 | 415         | 51 %       | 36 %         | 13 %           |
| Human Agency/Missouri Scout | 20/11/2020 | 400         | 51 %       | 35 %         | 14 %           |
| Public Policy Polling       | 15/11/2020 | 921         | 45 %       | 36 %         | 19 %           |
| Human Agency/Missouri Scout | 20/10/2020 | 550         | 50 %       | 34 %         | 16 %           |
| Remington/Missouri Scout    | 10/10/2019 | 1451        | 53 %       | 41 %         | 6 %            |
| Human Agency/Missouri Scout | 18/09/2020 | 825         | 45 %       | 36 %         | 19 %           |
| Remington/Missouri Scout    | 15/08/2019 | 855         | 50 %       | 39 %         | 11 %           |
| Remington/Missouri Scout    | 27/06/2019 | 960         | 50 %       | 37 %         | 13 %           |
| Remington/Missouri Scout    | 27/02/2019 | 893         | 51 %       | 40 %         | 9 %            |

## Résultats
| Candidat                 | Candidat                 | Parti                    | Voix      | %     |
| ------------------------ | ------------------------ | ------------------------ | --------- | ----- |
|                          | Mike Parson              | Républicain              | 1 720 202 | 57,11 |
|                          | Nicole Galloway          | Démocrate                | 1 225 771 | 40,69 |
|                          | Rik Combs                | Libertarien              | 49 067    | 1,63  |
|                          | Jerome Bauer             | Vert                     | 17 234    | 0,57  |
|                          | Candidats par écrit      | Candidats par écrit      | 13        | 0,00  |
|                          |                          |                          |           |       |
| Votes valides            | Votes valides            | Votes valides            | 3 012 287 | 99,55 |
| Votes blancs et nuls     | Votes blancs et nuls     | Votes blancs et nuls     | 13 741    | 0,45  |
| Total                    | Total                    | Total                    | 3 026 028 | 100   |
| Abstention               | Abstention               | Abstention               | 1 292 730 | 29,93 |
| Inscrits / participation | Inscrits / participation | Inscrits / participation | 4 318 758 | 70,07 |